# Jardin Pierre-Joseph-Redouté
Le jardin Pierre-Joseph-Redouté est un espace vert du 11e arrondissement de Paris, en France.

## Situation et accès
Le jardin est accessible par le 132 bis, rue de Charonne.
Il est desservi par la ligne 9 à la station Charonne.

## Origine du nom
Il porte le nom du peintre, graveur, éditeur et enseignant belge Pierre-Joseph Redouté (1759-1840). 

## Historique
Le jardin est créé en 1980.